# Bockstensmann

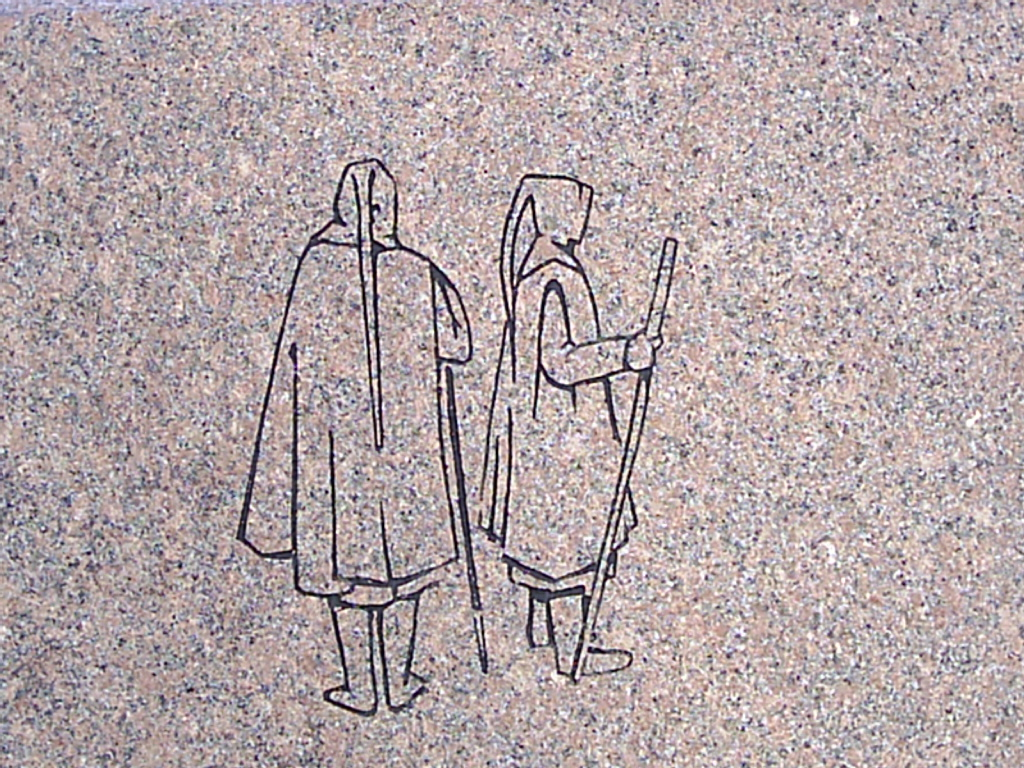
Zeichnung des Bockstensmann vom finnischen Künstler Harry Kivijärvi auf einem Gedenkstein in Varberg.

Der Bockstenmann (auch Bocksten-Mann, schwedisch Bockstensmannen) ist eine mittelalterliche Moorleiche, die 1936 im schwedischen Hochmoor Bockstens mosse gefunden wurde. Die Besonderheit dieses Fundes ist die nahezu vollständig erhaltene Kleidung des Mannes. Die Funde sind in der Obhut des Hallands kulturhistoriska museum von Varberg in Halland und gehören dort zu den wichtigsten Exponaten der Dauerausstellung.

## Fundort
Das Moor liegt beim Ort Rolfstorp in der Gemeinde Varberg. Der Fundplatz liegt an einem Teil der ehemaligen Via Regia, die im Mittelalter ein Hauptweg der Region war. In den 1880er Jahren wurde bei dem Hochmoor ein Bauernhof gegründet. In den folgenden Jahren wurde das Moor durch Drainage für die spätere Torfgewinnung vorbereitet. Bereits 1934 wurde bei der Mahd der Moorwiese eine Schuhsohle entdeckt, die der Kurator des örtlichen Museums, Albert Sandklef, jedoch für uninteressant hielt.
Fundort: 57° 7′ 0″ N, 12° 34′ 29″ O

## Fund

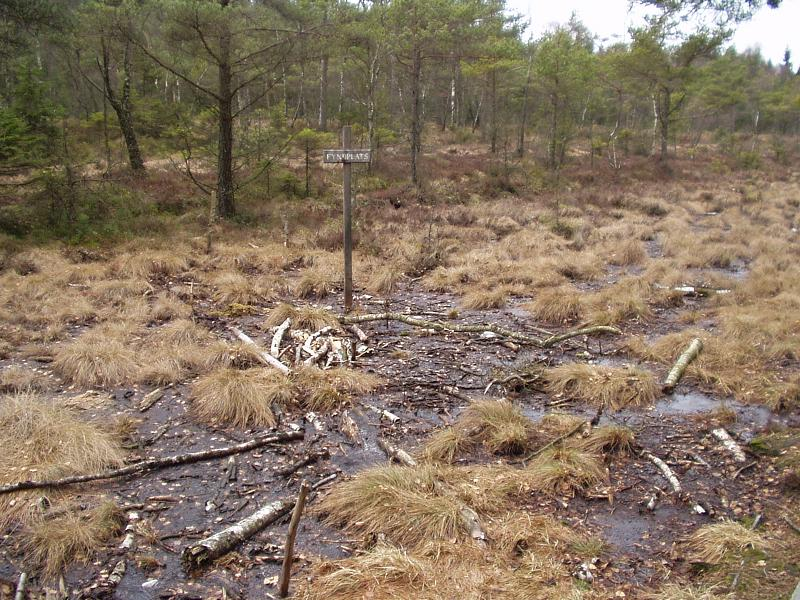
Fundplatz des Bockstensmannes (mit Kreuz markiert)

Am 22. Juni 1936, einen Tag vor dem Mittsommerfest, arbeitete der 11-jährige Thure G. Johansson mit Pferd und Egge auf dem Moor seiner Eltern, während sein Vater eine Scheune für die Lagerung von Torf vorbereitete. Zwischen 18 und 19 Uhr verhängte sich ein Gegenstand in der Egge, der an Sackleinen erinnerte. Als Thure die Stelle genauer untersuchte, fand er Skelettteile, die er zunächst für Tierknochen hielt. Er holte seinen Vater herbei, der die menschlichen Knochen erkannte.
Am folgenden Tag informierte der Vater den örtlichen Gendarmen, der auch der Friedhofswächter der Gemeinde war, da der Leichnam zur Beerdigung auf den örtlichen Friedhof überführt werden sollte. Im weiteren Verlauf begutachteten der Gendarm und ein Arzt den Fund und stellten fest, dass der gefundene Mann schon sehr lange tot sein müsste. Der Gendarm nahm einige Knochen und Kleidungsteile mit nach Hause und der Arzt kontaktierte Albert Sandklef, den Leiter des Museums Varberg. Dieser fuhr sofort zur Wohnung des Beamten und besah sich die Knochen. Zwei Tage später kam er mit mehreren Wissenschaftlern zum Fundplatz zurück. Zu den Fachleuten gehörte auch ein Geologieprofessor, der mit seinen Studenten in der Nähe Untersuchungen durchführte. Als erstes wurde der Fund fotografiert und ausgemessen. Danach wurden die noch in der Erde befindlichen Teile ausgegraben und in das Museum von Varberg gebracht.
Nach den Feiertagen nahm Albert Sandklef Kontakt mit dem Staatlichen Historischen Museum in Stockholm auf, das einen Konservator und einen Textilexperten nach Varberg sandte, um die wissenschaftlichen Untersuchungen zu unterstützen. Nach der Konservierung des Fundes wurde dieser 1937 im Museum von Varberg ausgestellt. Die Kleidung wurde zunächst hängend, seit dem Ende der 1970er Jahre liegend präsentiert.

## Befunde

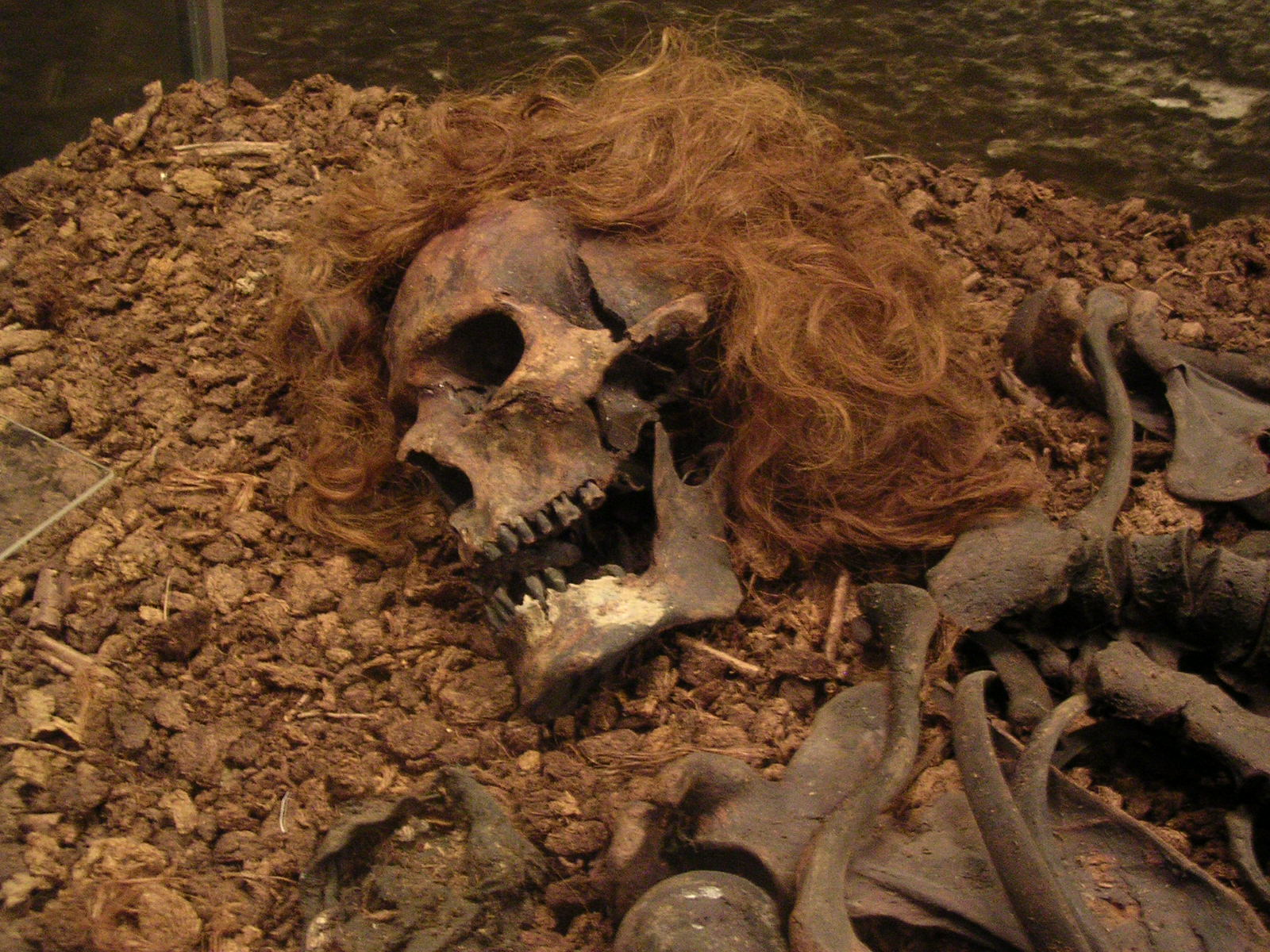
Schädel mit Haaren des Bockstensmannes

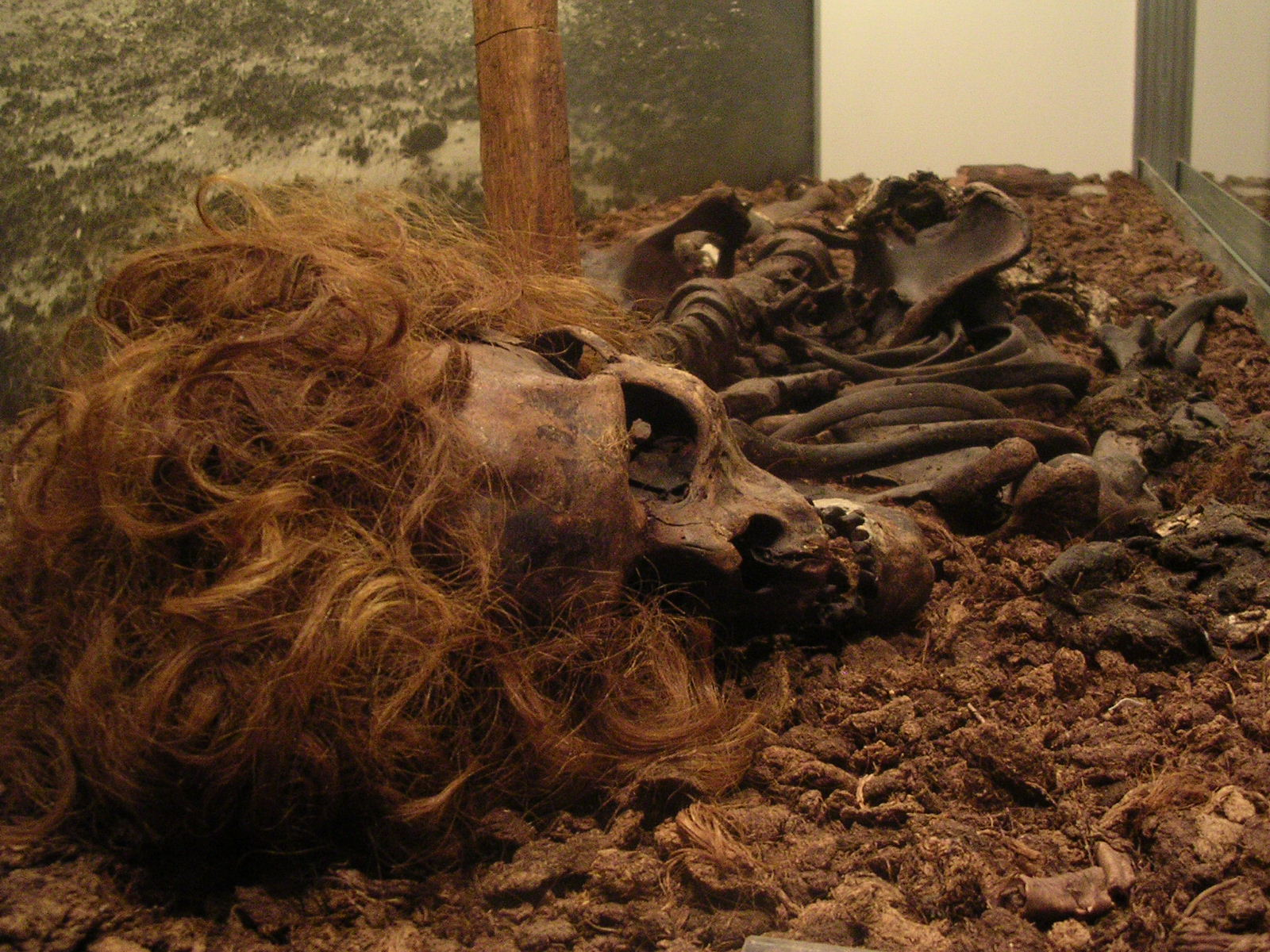

Bei dem Toten handelt es sich um einen Mann, der von einem durch seinen Körper in den Boden getriebenen Eichenholzpfahl auf dem Grund des damals noch offenen Sees verankert wurde. Über ihm lag ein zweiter Pfahl aus Birkenholz. Spuren an der Kleidung und dem Hüftbein des Opfers deuten darauf hin, dass seine Mörder versucht hatten, einen weiteren Pflock durch den Mann zu schlagen.

### Anthropologische Befunde
Nach neueren Untersuchungen war der Mann etwa 170 bis 175 cm groß, von schlanker Gestalt und hatte etwa schulterlange, wellige Haare. Die oberen Körperteile waren durch die Egge beschädigt, doch der Unterleib mit Ausnahme des rechten Fußes war noch vollständig intakt. Skelett, Haut, Haare, Magen und Gehirn waren sehr gut erhalten geblieben. Auch Lunge, Leber und einige Knorpel waren gut erhalten. Der Schädel selbst war durch die Moorsäuren entkalkt und aufgeweicht. Er war am Stirnbein leicht eingedrückt und hatte eine massive Beschädigung an der rechten Seite. Die Haut des Kopfes war jedoch größtenteils zersetzt.
Das Gebiss des Mannes hatte relativ gesunde Zähne, ohne Anzeichen von Karies und Parodontitis. Der Unterkiefer war durch den Druck der darüber lastenden Torfschichten etwas flach gedrückt und deformiert. Aufgrund der rechtsmedizinischen Untersuchung der Zähne durch einen Odontologen wurde ein Lebensalter des Mannes von etwa 25 bis 35 Jahren angenommen. Dagegen schätzte der Osteologe Nils-Gustaf Gevall, dass der Mann aufgrund der Skelettmerkmale zwischen 35 und 40 Jahre alt war. Es ist sogar möglich, dass er bis zu 60 Jahre alt war. Am Skelett wurden Anzeichen einer Gichterkrankung diagnostiziert.

### Todesursache
Lange Zeit war unklar, ob der Bockstenmann gewaltsam zu Tode kam. Im Januar 2006 führte die genaue Untersuchung eines Kunststoffmodells des Schädels zu dem Ergebnis, dass der Mann zunächst einen Schlag auf den Unterkiefer, danach einen Schlag auf das rechte Ohr und schließlich einen weiteren Schlag etwas weiter in Richtung Hinterkopf erhielt, die wahrscheinlich direkt zu seinem Tode führten. Die letzten Schläge erhielt er vermutlich, als er schon auf dem Boden lag. Als Tatwaffe könnte ein Pfahl oder Hammer in Frage kommen.

### Kleidung
Eine textilarchäologische Besonderheit stellt die nahezu vollständig erhaltene Kleidung des Mannes dar. Hier liegt der am besten erhaltene, vollständige Satz Alltagskleidung eines spätmittelalterlichen Mannes in Europa vor. Die Kleidung ist aus grobem Streichgarn aus Schafwolle gewebt. Als Kopfbedeckung trug der Mann eine Gugel mit einem 90 cm langen und 2 cm breiten Schwanz, an den Beinen zwei wollene Beinlinge. Als äußeren Schutz trug der Mann einen Mantel. Außerdem fand man noch einen Stoffbeutel, Fußlappen, Lederschuhe, einen Gürtel und ein Lederetui mit zwei Messern. Das Lederetui war etwa 40 mm breit, 62 mm lang und in drei Schichten gefertigt. Auf der äußersten Schicht war ein Zeichen eingeritzt, das man als Kombination aus einem Andreaskreuz und einem Georgskreuz deutete. Dies entspricht dem gleichen Muster wie die britische Flagge. Auf der inneren Schicht befand sich das Symbol eines Stabes, der durch eine kleinere Version des Zeichens der Außenschicht abgeschlossen wurde. Die Metallteile wie Messer und Gürtelschnallen waren vergangen.

### Datierung
Aufgrund der gefundenen Kleider, speziell mit Hinblick auf die Gugel, wurde der Fund textiltypologisch ins 14. Jahrhundert datiert. Owe Wennerholm merkte an, dass ähnliche Kopfbedeckungen schon früher verwendet wurden und schlug einen Todeszeitpunkt zwischen 1250 und 1520 vor. In den 1980er-Jahren wurde eine Stoffprobe 14C-Datiert untersucht. Das Ergebnis gibt eine 68-prozentige Sicherheit für die Periode von 1290 bis 1410 und eine 95-prozentige Sicherheit für den Zeitraum 1290 bis 1430. Eine genauere Eingrenzung der Datierung ist momentan nicht möglich, da die Messergebnisse durch die sehr lange Lagerung der Kleidung im Moor und deren anschließende Konservierung beeinträchtigt wurden.

## Deutung
Mehrere Wissenschaftler, darunter Albert Sandklef, Margareta Nockert und Owe Wennerholm, versuchten, die Identität des Bockstenmannes zu klären und legten dazu verschiedenste Theorien vor.
Die Einordnung des Bockstenmannes in eine soziale Gruppe der damaligen Gesellschaft erfolgte vor allem aufgrund der gefundenen Kleidung. Soziale Unterschiede wurden früher vor allem über die Kleidung und über die Menge, Verarbeitung und Qualität der verwendeten Stoffe und Kleidungsdetails zum Ausdruck gebracht. Gugeln waren im Mittelalter ein weit verbreitetes Kleidungsstück, das auch von Personen des Adels getragen wurde. Daraus folgerte der schwedische Amateurhistoriker Owe Wennerholm, dass es sich bei dem Bockstenmann beispielsweise um einen Steuereintreiber oder einen Rekrutenwerber handeln könne. Da Gugeln auch von Klerikern getragen wurden, stellte er die Vermutung auf, dass der Mann Mitglied einer Ordensgemeinschaft gewesen sein konnte. Wennerholm will auf einem Grabungsfoto im Archiv des Museums einen Gegenstand erkannt haben, den er als kleines Wappenschild mit den Insignien des Linköpinger Dompropstes Simon Gudmundi deutete. Gudmundi soll sich in der Gegend aufgehalten haben, um im Ort Mute ein Wunder zu untersuchen, das für die Heiligsprechung der Katharina von Schweden genutzt werden sollte. Gudmundi soll im Jahre 1491 auf Anstiftung des Priesters Hemming Gadh erschlagen worden sein, der an Gudmundis Stelle das Amt des Dompropstes einnehmen wollte, und somit auch ein Mordmotiv hätte. Allerdings existiert weder in den Fundberichten, noch im Museum selbst ein Hinweis auf die Existenz dieses Wappenschildes.

### Lokale Sage
Kurz nach der Auffindung des Bockstenmannes berichtete ein Bauer aus dem Ort Grimeton von einer Sage, die er als Kind gehört hatte. Zwei Personen sollen seinem Vater einen Mann beschrieben haben, der durch die Gegend zog und Soldaten anwarb. Dieser Mann wurde von Bauern erschlagen und in einem Moor vergraben. Danach begann der Mann als Geist in der Gegend zu spuken; um ihn daran zu hindern, wurden Pfähle durch den Körper geschlagen, was auch zum Ende des Spukes führte. Diese Sage war eins der Indizien für die, bereits oben erwähnte, Deutung Wennerholms des Bockstensmannes als Rekrutenwerber. Der alte Bauer meinte aber, dass es sich um den Ort Nackhälle beim Moor Store Mosse handelt, doch er könnte die Handlung auch verlegt haben, da er aus jener Gegend stammte.
Diese Sage war den älteren Bürgern des Ortes Nackhälle nach Befragungen von Albert Sandklef und Karl Andersson jedoch unbekannt.